# 알제 포격
알제 포격은 1816년 8월 27일 영국과 네덜란드가 알제의 데이였던 오마르 아가의 노예 제도를 종식시키기 위한 시도였다. 에드워드 펠류 제독이 지휘하는 영국-네덜란드 함대는 알제의 선박과 항구 방어 시설을 폭격했다.
다양한 유럽 해군과 미국 해군은 북아프리카 바르바리 국가들에 의한 유럽인들에 대한 해적 행위를 진압하기 위한 지속적인 작전을 펼쳤다. 그러나 이 원정의 구체적인 목표는 기독교인 노예를 해방하고 알제리의 노예 제도에서 유럽인 노예화 관행을 중단시키는 것이었다. 이 목표는 부분적으로 성공하여 알제 데이는 폭격 후 약 3,000명의 노예를 해방시키고 유럽인 노예 제도에 반대하는 조약에 서명했다. 그러나 이러한 관행은 프랑스의 알제리 정복 때까지 완전히 끝나지 않았다.

## 배경

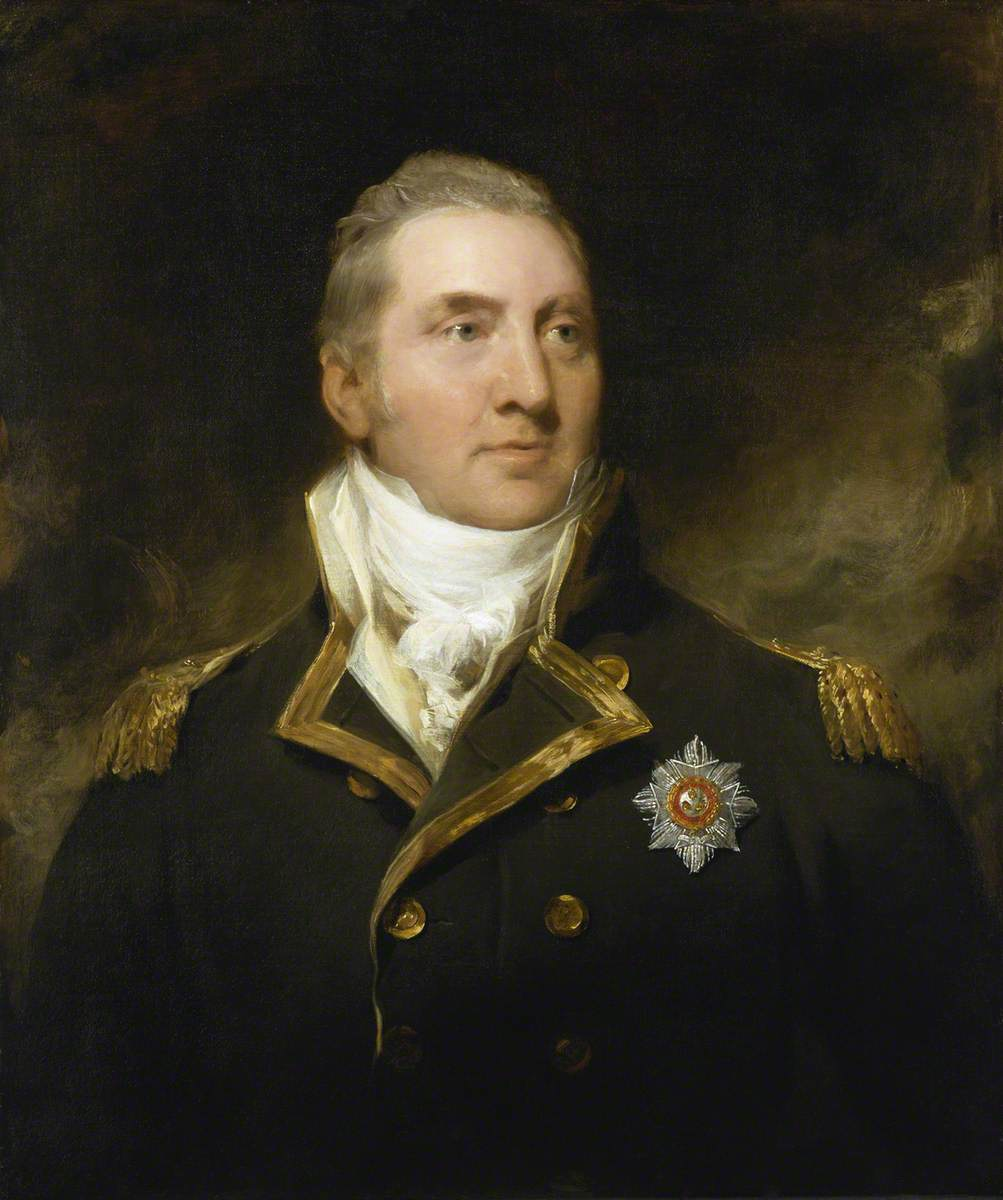
에드워드 펠류 경의 초상화 by 토머스 로런스, 1797

1815년 나폴레옹 전쟁이 끝난 후, 영국 왕립 해군은 더 이상 지브롤터와 지중해 함대에 보급품을 공급하기 위해 바르바리 국가들을 필요로 하지 않았다. 이로 인해 영국은 바르바리 국가들에게 해적 행위와 유럽 기독교인 노예화 관행을 중단하도록 상당한 정치적 압력을 가할 수 있게 되었다. 1816년 초, 엑스머스는 소규모 전열함 편대와 함께 튀니스, 트리폴리, 알제에 외교 사절로 가서 데이들에게 이러한 관행을 중단하고 기독교인 노예를 해방하도록 설득했다. 튀니스와 트리폴리의 데이들은 저항 없이 동의했지만, 알제의 데이는 더욱 완강했고 협상은 격렬했다. 엑스머스는 기독교인 노예 제도를 중단하는 조약을 협상하는 데 성공했다고 믿고 영국으로 돌아왔다. 그러나 혼란스러운 명령으로 인해 조약이 체결된 직후 알제리 군대가 영국 보호를 받던 코르시카인, 시칠리아인, 사르데냐인 어부 200명을 학살했다. 이로 인해 영국과 유럽에서는 분노가 치솟았고, 엑스머스의 협상은 실패로 간주되었다.

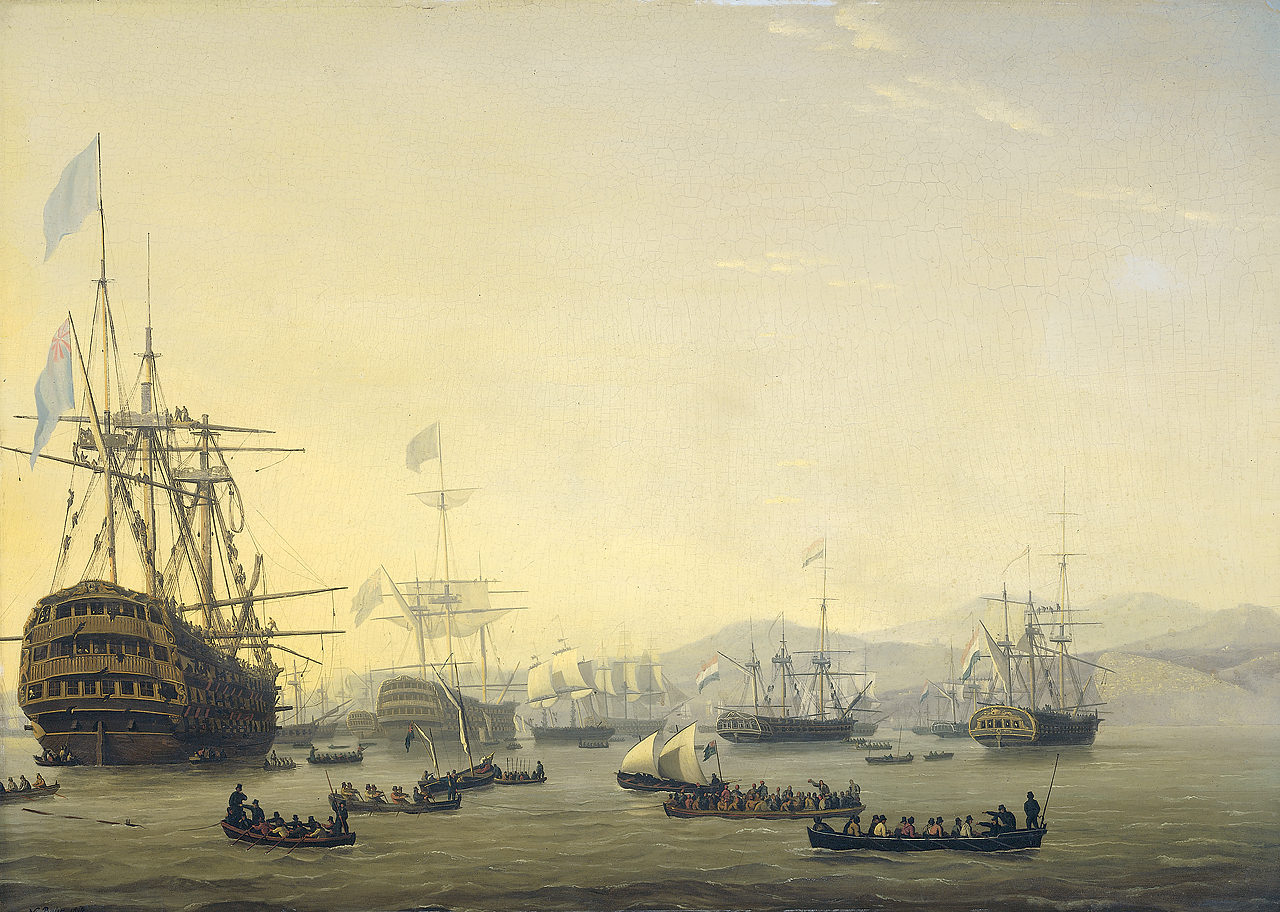
퀸 샬럿호 함상 회의, 1818, 니콜라스 바우어

그 결과, 엑스머스는 다시 바다로 나가 임무를 완수하고 알제리인들을 처벌하라는 명령을 받았다. 그는 5척의 전열함 (HMS Queen Charlotte, Impregnable, Albion, Minden, Superb), 1척의 50문 스파 데크 프리깃 (HMS Leander), 4척의 일반 프리깃 (HMS Severn, Glasgow, Granicus, Hebrus), 4척의 폭탄선 (HMS Belzebub, Fury, Hecla, Infernal)으로 구성된 편대를 모았다. 100문의 HMS 퀸 샬럿은 그의 기함이었고, 데이비드 밀른 소장은 98문의 HMS 임프레그너블에 탑승한 그의 부사령관이었다. 이 편대는 많은 사람들에게 불충분한 전력으로 여겨졌지만, 엑스머스는 이미 알제의 방어 시설을 은밀히 조사했다. 그는 도시에 매우 익숙했고 방어 포대의 사정거리에 약점이 있다는 것을 알고 있었다. 그는 더 많은 대형 함선들이 훨씬 더 많은 포격을 가할 수 없으면서도 서로 방해할 것이라고 믿었다. 주력 함대 외에도 5척의 슬루프 (HMS Heron, Mutine, Prometheus, Cordelia, Britomart), 콩그리브 로켓으로 무장한 8척의 함선 보트, 그리고 구출된 노예들을 운반할 수송선이 있었다. 영국 함대가 지브롤터에 도착했을 때, 테오도루스 프레데릭 반 카펠런 부제독이 이끄는 5척의 네덜란드 프리깃함 (HNLMS 멜람푸스 (구 HMS 멜람푸스), 다이애나 (구 HMS 다이애나), 프레데리카 소피아 빌헬미나, 다게라드, 암스텔)과 코르벳 에인트라흐트가 원정대에 합류하겠다고 제안했다. 엑스머스는 네덜란드 프리깃함들을 위한 공간이 방파제에 충분하지 않았기 때문에 그들을 알제리 측면 포대로부터 주력 부대를 엄호하도록 배치하기로 결정했다.

## 전주곡
공격 전날, 프리깃 프로메테우스가 도착했고, 함장 W. B. 대시우드는 영국 영사와 그의 아내, 유아를 비밀리에 구출하려 했다. 구출대는 일부 발각되어 체포되었다.
공격 계획은 대형 함선들이 일렬로 접근하는 것이었다. 그들은 알제리 포의 대부분이 사정거리 밖에 있는 지역으로 항해할 예정이었다. 그런 다음, 정박하여 방파제의 포대와 요새를 폭격하여 방어 시설을 파괴할 예정이었다. 동시에 50문의 HMS Leander는 항구 입구에 정박하여 방파제 내부의 선박들을 폭격할 예정이었다. 리앤더를 해안 포대에서 보호하기 위해 프리깃 HMS Severn과 Glasgow는 해안 가까이 항해하여 포대를 폭격할 예정이었다. 그 후 병력은 왕립 공병대의 공병들과 함께 방파제에 상륙할 예정이었다.:392

## 전투
엑스머스는 퀸 샬럿호에 승선하여 알제리 대포로부터 약 80 yd (73 m) 떨어진 방파제에 정박했다. 그러나 다른 여러 함선들은 제 위치에 정박하지 못했고, 특히 밀른 제독이 탑승한 HMS 임프레그너블호는 있어야 할 위치에서 400야드나 떨어져 있었다. 이러한 실수는 이 함선들의 효율성을 떨어뜨렸고 더욱 격렬한 알제리 포격에 노출시켰다. 다른 함선 중 일부는 임프레그너블호를 지나 계획에 더 가까운 위치에 정박했다. 잘못 배치된 HMS 임프레그너블호가 만든 불행한 공백은 프리깃 HMS 그래니커스호와 슬루프 헤론호가 메웠다.

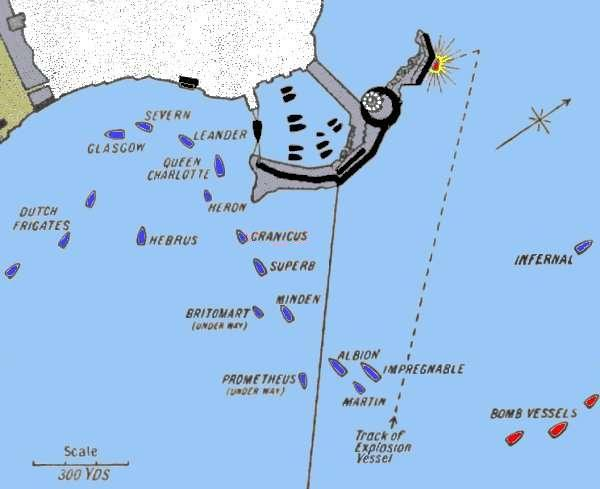
폭격 중 함대의 위치를 보여주는 스케치

이전 협상에서 엑스머스와 알제의 데이 모두 먼저 발포하지 않겠다고 밝혔다. 데이의 계획은 함대가 정박한 후 항구에서 출격하여 소형 보트에 많은 병력을 태워 함선에 승선하는 것이었다. 그러나 알제리군의 규율은 효과적이지 못했고, 알제리 대포 한 문이 15시 15분에 발포했다. 엑스머스는 즉시 폭격을 시작했다. 알제리 포정 40척으로 구성된 소함대가 수병들이 돛을 올리는 동안 퀸 샬럿호에 승선하려 했으나, 그 중 28척이 일제 사격으로 침몰했고, 나머지는 해안에 좌초되었다.:395 한 시간 후, 방파제의 대포는 효과적으로 침묵했고, 엑스머스는 항구 내의 선박에 주의를 돌려 19시 30분까지 파괴했다. 무인 알제리 프리깃 한 척은 퀸 샬럿호의 바지선 승무원이 승선하여 불을 지른 후 파괴되었다. 다른 알제리 프리깃 3척과 코르벳 5척은 박격포와 로켓포의 포격으로 파괴되었다. 항구에 표류하는 불타는 선박들로 인해 일부 포격함들은 이동해야 했다.:392 임프레그너블호는 다른 함선들과 고립되어 크고 매력적인 표적이 되었고, 알제리 포수들의 집중 포화를 받아 선수와 선미에 심각한 손상을 입었다. 선체에 268발의 포탄이 명중했고, 주돛대는 15곳에 손상을 입었으며, 50명이 사망하고 164명이 부상을 입었다.:393
슬루프 한 척은 143개의 화약통을 실은 폭발선으로 개조되었고, 밀른은 20시에 자신의 배를 공격하는 "등대 포대"에 그것을 사용해 달라고 요청했다. 그 배는 폭발했지만 효과는 거의 없었고 잘못된 포대에 사용되었다.

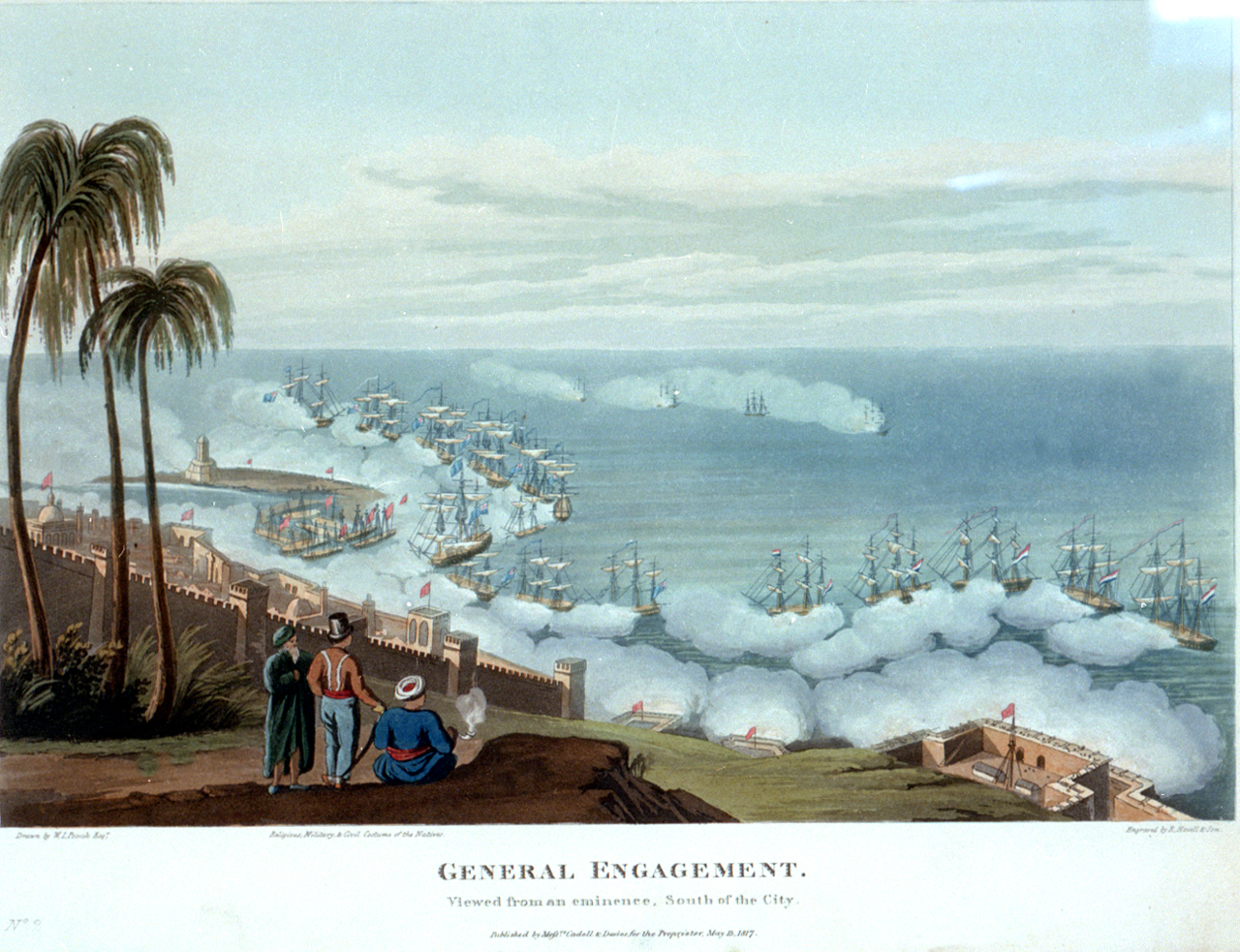
도시 남쪽 언덕에서 본 전반적인 교전 상황, 윌리엄 이니스 포콕 R.N. 그림

그럼에도 불구하고 알제리 포대는 발포를 유지할 수 없었고, 22시 15분까지 엑스머스는 함대에 닻을 올리고 사정거리 밖으로 항해하라는 명령을 내렸고, HMS Minden는 추가 저항을 억제하기 위해 계속 발포하도록 남겨두었다. 바람이 바뀌어 해안에서 불어왔고, 이는 함대가 떠나는 데 도움이 되었다.:395 다음 날 아침 01시 30분까지 함대는 사정거리 밖에서 정박했다. 부상자들은 치료를 받았고, 승무원들은 알제리 대포로 인한 손상을 제거했다. 영국 측 사상자는 사망 및 부상 900명 이상이었고,:394 이는 매우 유혈이 낭자한 사상률이었다. 비교하자면, 트라팔가르 해전에서의 영국 측 사상자는 참전 인원의 9%에 불과했다. 연합군 편대는 118톤의 화약을 사용하여 50,000발 이상의 포탄을 발사했으며, 폭탄선들은 960발의 폭발성 박격포탄을 발사했다. 알제리군은 대포 308문과 박격포 7문을 보유하고 있었다.:396 엑스머스가 데이에게 보낸 서신을 번역한 사람은 정전 협정 하에 서신을 동반했을 때 도시의 피해를 목격한 증언을 남겼다. 방파제의 구조를 식별할 수 없었고, 포대가 설치되었던 위치도 알 수 없었다. 여전히 설치된 대포는 4~5문 밖에 보이지 않았다. 만은 알제리 해군 잔해의 연기 나는 선박들과 많은 시체들로 가득 차 있었다.

## 여파
다음 날 정오, 엑스머스는 데이에게 다음과 같은 서신을 보냈다.
"각하, 무방비 기독교인에 대한 보나에서의 잔학 행위와 어제 잉글랜드 섭정의 이름으로 드린 요구에 대한 부적절한 무시에 대해, 제 명령 하에 있는 함대가 각하의 해군, 창고, 병기고, 그리고 포대의 절반을 완전히 파괴함으로써 중대한 징벌을 가했습니다.

잉글랜드는 도시 파괴를 위해 전쟁을 벌이지 않으므로, 각하의 개인적인 잔학 행위를 무고한 시골 주민들에게 가하고 싶지 않습니다. 따라서 저는 어제 제 군주의 이름으로 각하에게 전달했던 것과 동일한 평화 조건을 제시합니다. 이 조건을 수락하지 않는다면, 각하는 잉글랜드와 평화를 누릴 수 없습니다."
그는 조건이 받아들여지지 않으면 행동을 계속하겠다고 경고했다. 데이는 조건이 허세라는 것을 깨닫지 못하고 받아들였다. 왜냐하면 함대는 이미 거의 모든 탄약을 발사했기 때문이다. 1816년 9월 24일 조약이 체결되었다. 조약이 체결된 방은 아홉 발의 포탄에 맞아 완벽한 폐허였다.:395 데이는 기독교 노예 1,083명과 영국 영사를 해방시켰고, 1816년에 받은 몸값 약 80,000파운드를 상환했다. 총 3,000명 이상의 노예가 나중에 해방되었다. 드레셔는 알제 폭격을 "영국의 노예 무역 억제 60년 역사에서 실제 전투에서 많은 영국인의 생명이 희생된 유일한 사례"라고 언급했다. 그러나 영국의 해군 노력에도 불구하고, 알제 폭격의 장기적인 영향을 평가하기는 어려웠다. 왜냐하면 데이가 알제를 재건하면서 기독교 노예를 유대인 노동력으로 대체했고, 바르바리 노예 무역은 후속 데이들 아래에서 계속되었기 때문이다. (참고: 엑스라샤펠 회의 (1818년))

## 같이 보기
- 알제 원정 (1541년)
- 알제 폭격 (1683년)
- 알제 폭격 (1784년)
- 지젤리 원정
- 알제 침공 (1775년)
- 알제 침공 (1830년)

## 참고 문헌
- Edwin John Brett, Brett's Illustrated Naval History of Great Britain, from the Earliest Period to the Present Time: A Reliable Record of the Maritime Rise and Progress of England (1871), Publishing Office, London.
- C. 노스코트 파킨슨, Britannia Rules: The Classic Age of Naval History 1793–1815 (1977), Weidenfeld and Nicolson.
- William Osler, The Life of Admiral Viscount Exmouth (1841)
- C. 노스코트 파킨슨, Edward Pellew, Viscount Exmouth (1934)
- Mariner's Mirror (1941)
- Otridge, J. et al. (1817), "Dispatches from Admiral Lord Exmouth, G.C.B., addressed to John Wilson Croker, Esq," in:The Annual Register, Or, A View of the History, Politics, and Literature for the Year 1816, pp. 230–240; and "Dutch official account of the battle", ibid., pp. 240–243
- Salamé, A. (1819) A Narrative of the Expedition to Algiers in the Year 1816, John Murray, London.
- 시모어 드레셔, Abolition: A History of Slavery and Antislavery (2009), Cambridge University Press.
- Porter, Maj Gen Whitworth (1889). 《History of the Corps of Royal Engineers Vol I》. Chatham: The Institution of Royal Engineers.